# Eulaema napensis
Eulaema napensis là một loài Hymenoptera trong họ Apidae. Loài này được Oliveira mô tả khoa học năm 2006.